# Giulio Cesare Sottanelli
Giulio Cesare Sottanelli (Arbon, 10 aprile 1970) è un politico italiano.

## Biografia
Nato ad Arbon in Svizzera, da genitori italiani, è un agente generale di assicurazioni da gennaio 1993.
Nel 2011 è tra i fondatori e riveste la carica di presidente del Comitato Promotore della Banca del Vomano (Banca di Credito Cooperativo) che ha iniziato la sua attività il 12 gennaio 2015 con l'apertura al pubblico della prima filiale con sede a Scerne di Pineto.
Ha conseguito presso l'Università di Teramo una laurea triennale in Scienze della Comunicazione e dell'Amministrazione discutendo una tesi in Diritto pubblico italiano e comparato dal titolo "La riforma della Costituzione del 2016 e il futuro del Sistema delle conferenze", con un approfondimento di diritto comparato sul ruolo delle Camere alte in Europa e negli Stati Uniti e sul dibattito in corso sul futuro del sistema delle Conferenze.

### Vita privata
Vive con la sua famiglia a Roseto degli Abruzzi (Teramo), è sposato con Sandra ed è padre di tre figli: Lisa, Luigi e Francesca.

## Attività politica

### Gli inizi in politica
Alle elezioni comunali in Abruzzo del 1993 si candida al consiglio comunale di Roseto degli Abruzzi, con una lista civica, risultando il primo degli eletti come consigliere comunale per la prima volta.
Nel 1994 aderisce al Partito Popolare Italiano (PPI), con cui alle comunali abruzzesi del 1997 si ricandida tra le sue liste, a sostegno del sindaco uscente Nicola Crisci, venendo rieletto consigliere comunale di Roseto degli Abruzzi, ricoprendo dal 1999 l'incarico di capogruppo del PPI in Consiglio comunale, e nel 2001 diventa vicesindaco e assessore ai lavori pubblici nella giunta comunale guidata da Franco Di Bonaventura.
Dal 1999 al 2001 è stato membro del consiglio di amministrazione dell'Ente Ambito Teramano n.5, consorzio per la gestione, programmazione e controllo del servizio idrico integrato.

### Consigliere provinciale
Alle elezioni amministrative del 1999 viene candidato al consiglio provinciale di Teramo, per il Partito Popolare nel collegio di Roseto a sostegno del presidente uscente Claudio Ruffini, venendo eletto consigliere provinciale.
Nel 2002 aderisce a La Margherita (lista elettorale di centro) di Francesco Rutelli come partito raccogliendo il PPI, Rinnovamento Italiano di Lamberto Dini e I Democratici di Arturo Parisi, dove diventa capogruppo in Consiglio provinciale nell'ultimo biennio di consiliatura.
Alle amministrative del 2004 Sottanelli si ricandida come consigliere provinciale, nelle liste della Margherita, venendo confermato e successivamente nominato vicepresidente e assessore alla Viabilità e ai Trasporti nella giunta provinciale di Teramo presieduta da Ernino D'Agostino.
Nel 2007 aderisce alla confluenza della Margherita nel Partito Democratico, con cui alle elezioni provinciali del 2009 viene ricandidato nelle sue liste ed eletto consigliere di opposizione dopo la sconfitta del presidente uscente di centro-sinistra Ernino D'Agostino (48,3%); dal 30 giugno 2009 è quindi membro del Consiglio provinciale di Teramo, carica dalla quale si dimette il 9 novembre 2011.
Dal 2007 al 2009 è stato membro del Cda di Innovazione S.p.a., società a capitale pubblico per la gestione dei servizi concessi in affidamento diretto (house-providing) dagli Enti soci.
Nel 2011 è stato tra i fondatori dell'associazione Italia Futura in Abruzzo, della quale è stato presidente fino a giugno 2013.

### Elezione a deputato
Alle elezioni politiche del 2013 viene candidato alla Camera dei deputati, come capolista di Scelta Civica nella circoscrizione Abruzzo, risultando eletto deputato. Nel corso della XVII legislatura ha fatto parte della 6ª Commissione Finanze, dov'è stato relatore della Legge di delegazione europea 2013 e dello Schema di decreto legislativo recante attuazione della direttiva 2009/138/CE in materia di accesso ed esercizio delle attività di assicurazione e di riassicurazione (SolvencY II).
È stato, inoltre, relatore del progetto di legge “Norme per la riorganizzazione dell'attività di consulenza finanziaria”: il contenuto del progetto di legge è stato recepito in un emendamento a prima firma Sottanelli che è stato inserito e approvato nella legge di stabilità 2016.
È stato responsabile tematico di Scelta Civica per il Supporto alle piccole e medie imprese.
Il 13 ottobre 2016 diviene capogruppo del neonato gruppo parlamentare centrista "Scelta Civica-ALA per la Costituente Liberale e Popolare-MAIE", incarico che mantenne sino al 9 novembre dello stesso anno, quando cede il passo a Francesco Saverio Romano, poiché eletto segretario dell'ufficio di presidenza della Camera in rappresentanza del medesimo gruppo.

### Fuori dal Parlamento e rielezione alla Camera
Nel novembre 2019 è tra i membri del comitato che ha promosso la nascita di Azione, partito guidato da Carlo Calenda, di cui nel 2022 ne è eletto segretario regionale in Abruzzo.
Alle elezioni politiche anticipate del 2022 viene ricandidato alla Camera, coma capolista di Azione - Italia Viva nel collegio plurinominale Abruzzo - 01, venendo rieletto a Montecitorio. Nella XIX legislatura è capogruppo di Azione della VI Commissione Finanze, membro della Commissione parlamentare per la semplificazione e della Commissione consultiva per la concessione di ricompense al valore e al merito civile, oltre ad essere segretario della Giunta delle elezioni e tesoriere del gruppo parlamentare alla Camera.